# Batalla de Clidio

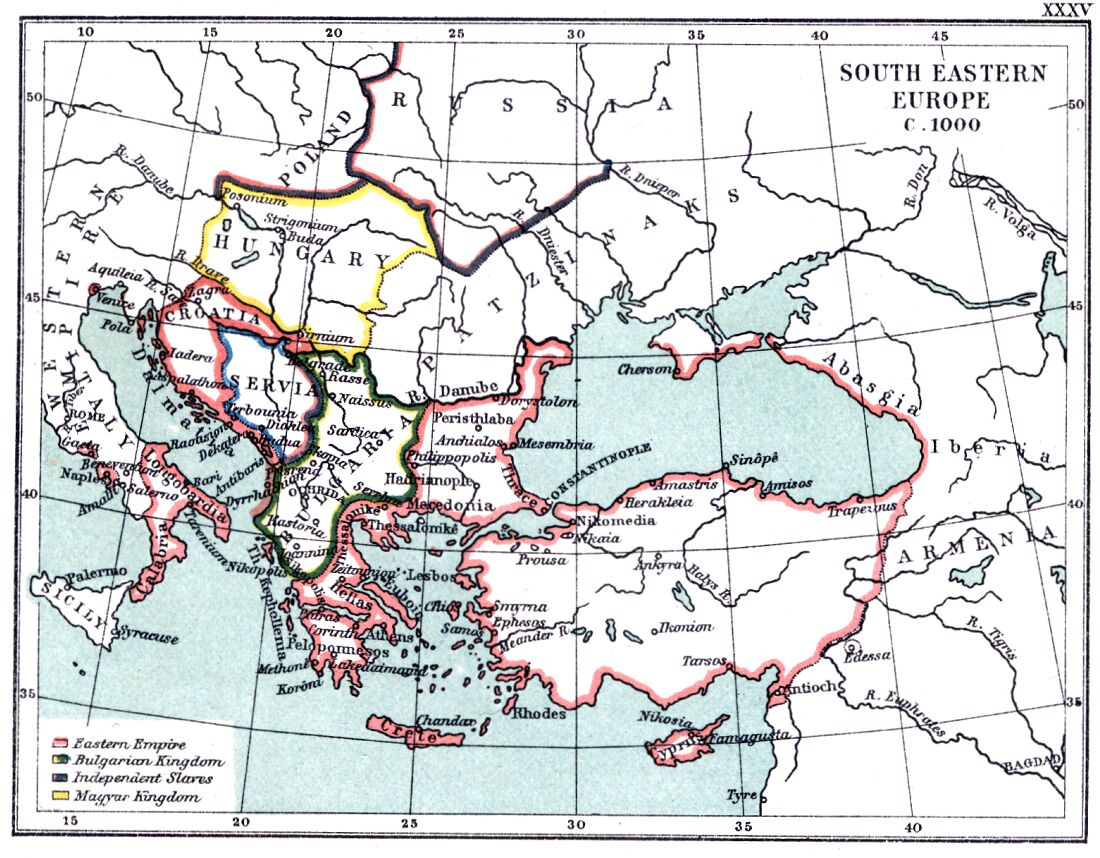
El sur de Europa hacia el año 1000. Las posesiones bizantinas y el independiente oeste de Bulgaria están representados. Por esa época, el este de Bulgaria estaba también en manos búlgaras.

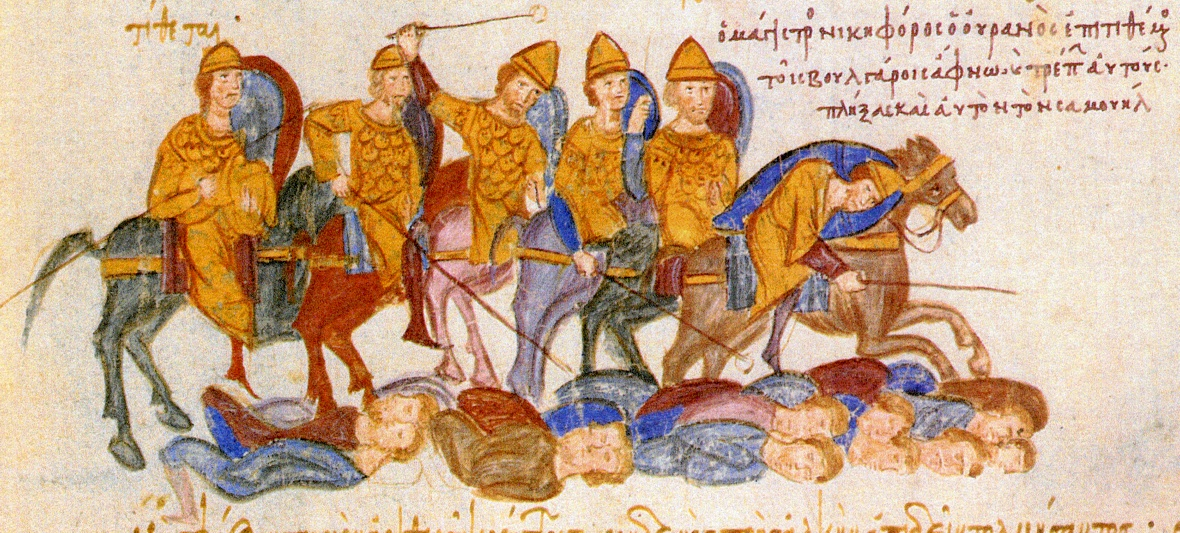
Nicéforo Urano derrota a los búlgaros en la batalla del Esperqueo.

La batalla de Clidio (en griego: Κλειδιών, romanizado: Kleidion; en latín: Clidium, el nombre medieval del pueblo de Klyuch, «(el) clave»; también conocida como la batalla de Belasica) tuvo lugar el 29 de julio de 1014 entre el Primer Imperio búlgaro y el Imperio bizantino. Esta fue la culminación del conflicto de casi medio siglo entre el emperador búlgaro Samuel y el emperador bizantino Basilio II a finales del siglo X y principios del xi. El resultado fue una decisiva victoria bizantina.
La batalla tuvo lugar en el valle entre las montañas de Belasica y Ograzhden, cerca del actual pueblo búlgaro de Klyuch. El decisivo encuentro ocurrió el 29 de julio con un ataque en la retaguardia por una fuerza bajo el general bizantino Nicéforo Xifias, que se había infiltrado en las posiciones búlgaras. La batalla fue una derrota importante para los búlgaros. Los soldados búlgaros fueron capturados y cegados por orden de Basilio II, que posteriormente sería conocido como «el Matador de búlgaros». Samuel sobrevivió a la batalla, pero murió dos meses después de un ataque cardíaco, al parecer provocado al ver a sus soldados cegados.
Aunque el encuentro no acabó con el Primer Imperio búlgaro, la batalla de Clidio redujo su capacidad de resistir los avances bizantinos, y puede ser considerado el encuentro decisivo de la guerra contra el Imperio. Los herederos de Samuel posteriormente no pudieron contener el avance bizantino, y Bulgaria fue conquistada finalmente por Basilio II en 1018.

## Preludio

Mapa de Bulgaria y el Imperio bizantino en torno al año 1000.

Los orígenes del conflicto se remontan al siglo VII, cuando los búlgaros bajo el jan Asparukh establecieron un estado a lo largo del Danubio en una de las provincias del Imperio bizantino. Como resultado, el Estado búlgaro se vio obligado a luchar en una serie de guerras con el Imperio bizantino con el fin de sobrevivir.
El príncipe kievita Sviatoslav invadió Bulgaria desde el norte en 968. En esa época, el Primer Imperio búlgaro, que antaño había amenazado la existencia de Bizancio durante el reinado de Simeón, había perdido mucho de su poder. Durante el conflicto, los incursores kievitas fueron derrotados en varias ocasiones por los bizantinos, que también estaban en guerra con los búlgaros, un conflicto continuo desde la caída de la capital búlgara de Preslav en 971. Esta guerra tuvo como resultado que el zar búlgaro Boris II se viera obligado a renunciar a su título imperial en Constantinopla, y el este de Bulgaria cayó bajo el dominio bizantino. Los bizantinos asumieron que este acto significaría el final de la independencia búlgara, pero las tierras búlgaras occidentales permanecieron autónomas y bajo los hermanos Cometopulos, David, Moisés, Aarón y Samuel, la resistencia contra los bizantinos emergió.
Cuando el emperador bizantino Basilio II ascendió al trono en 976, hizo de la destrucción de la independencia de Bulgaria su primera ambición. Oponiéndose a este estaban los búlgaros occidentales, ahora dirigidos por Samuel. La primera campaña de Basilio II fue desastrosa: el emperador apenas escapó con vida cuando los búlgaros aniquilaron al ejército bizantino en el paso de la Puerta de Trajano en 986. En los siguientes quince años, mientras Basilio II estaba ocupado en sofocar las revueltas contra su gobierno y en anular la amenaza del Califato fatimí en Oriente, Samuel retomó la mayor parte de las tierras búlgaras anteriormente conquistadas y llevó la guerra al territorio enemigo en una serie de campañas. Sin embargo, la invasión del sur de Grecia, que llegó hasta Corinto, dio lugar a una importante derrota en la batalla del Esperqueo en 996. La siguiente fase de la guerra comenzó en 1000, cuando Basilio II, que había afianzado su posición, emprendió una serie de ofensivas contra Bulgaria. Aseguró Mesia, y en 1003, sus fuerzas tomaron Vidin. Al año siguiente, infligió una dura derrota a Samuel en la batalla de Skopie. En 1005, había recuperado el control de Tesalia y el sur de Macedonia. En estos y los años siguientes, surgió un patrón: la campaña bizantina se libraba en Bulgaria, poniendo sitio a las fortalezas y saqueando las ciudades, mientras los búlgaros, numéricamente inferiores, fueron incapaces de ofrecer oposición directa, lanzando incursiones de distracción en Macedonia y Grecia. A pesar de algunos éxitos, estas no lograron ningún resultado permanente, ni obligaron a Basilio a abandonar sus campañas en Bulgaria. Un contraataque en 1009 llevó a la derrota en la batalla de Kreta, y aunque los bizantinos en sí no lograron ninguna victoria decisiva, su metódica guerra de desgaste privó a los búlgaros de sus fortalezas y debilitó sus fuerzas gradualmente. En palabras del historiador bizantino Juan Escilitzes: «El emperador Basilio II continuó invadiendo Bulgaria cada año y destruyó y devastó todo en su camino. Samuel no podía detenerlo en campo abierto o enfrentar al emperador en una batalla decisiva, sufrió muchas derrotas y comenzó a perder su fuerza». La culminación de la guerra comenzó en 1014, cuando Samuel, a la cabeza de su ejército, resolvió detener al ejército bizantino antes de que pudiera entrar en el corazón de Bulgaria.

## Preparativos
Samuel sabía que el ejército bizantino tendría que invadir el país a través de una serie de puertos de montaña, por lo que tomó precauciones para bloquearlos. Los búlgaros construyeron zanjas a lo largo de la frontera y fortificaron muchos de los valles y pasos con murallas y torres, especialmente el paso de Clidio en el río Estrimón, que Basilio tendría que cruzar para llegar al corazón de Bulgaria. Samuel fortificó la ladera norte de la montaña de Belasitsa al sur y al este del castillo de Strumica. El extenso valle del Strumitca era un lugar conveniente para atacar y había sido utilizado por las fuerzas bizantinas para este fin en los años anteriores. Los búlgaros apostaron una fuerte guardia para asegurar el paso. Además, el gobernante búlgaro eligió Strumica como base defensiva, pues estaba localizada en el camino de Salónica que conducía a Tracia al este y a Ocrida al oeste. El terreno accidentado hacia el sur estaba llena de terraplenes y muros vigilados por fuertes unidades búlgaras.
La decisión de Samuel para hacer frente a Basilio II y la mayor parte de su ejército en Clídio no se debió solo a las constantes derrotas e invasiones que habían devastado el país, sino también a las preocupaciones sobre su autoridad entre la nobleza, que había sido fatalmente debilitada por las campañas de Basilio II. En 1005 por ejemplo, el gobernador del importante puerto adriático de Dirraquio había entregado la ciudad a Basilio II. Para hacer frente a esta amenaza, Samuel reunió un gran ejército con el que combatir a los bizantinos, que algunos calculan que alcanzó los 45 000 soldados. Basilio II también se preparó cuidadosamente y reunió su propio ejército; tenía la ventaja de contar con mandos más experimentados, entre ellos el gobernador de Filipópolis (actual Plovdiv), Nicéforo Xifias, que había conquistado las antiguas capitales búlgaras de Pliska y Preslav de Samuel en 1001.

## La batalla

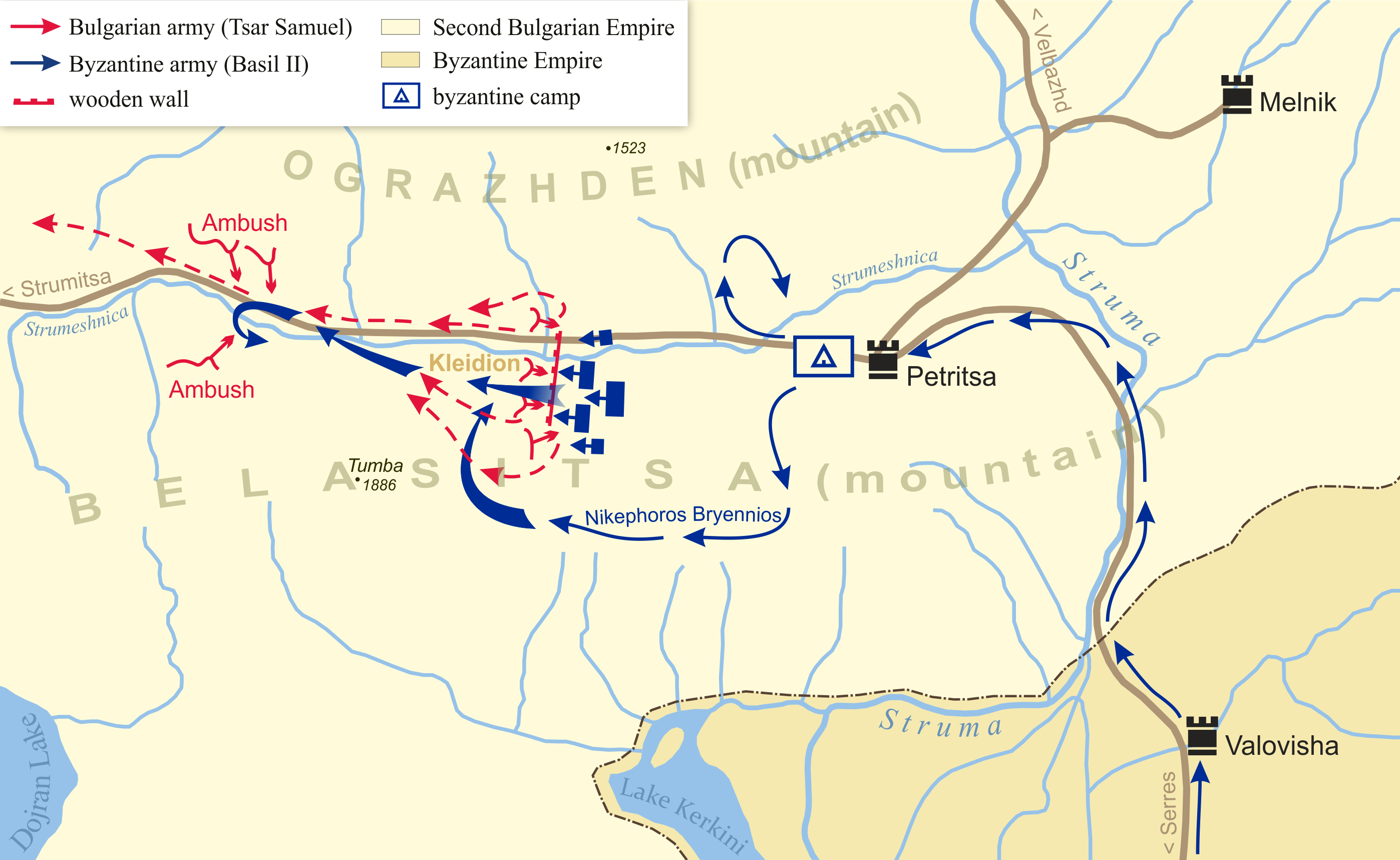
La batalla de Kleidion.

El ejército bizantino marchó de Constantinopla a través de Komotiní, Drama y Serres y llegó a la quebrada de Rupel en el río Estrimón. Desde allí el ejército entró en el valle del Strumica y llegó a las cercanías del pueblo de Clidio, donde los ríos se inclinaron y se acercaron a Belasica y Ozgrazhden. Allí el ejército fue detenido por un muro de madera gruesa, defendida por soldados búlgaros. Los bizantinos atacaron inmediatamente la empalizada, pero fueron rechazados con grandes bajas.
En respuesta, Samuel envió un numeroso ejército bajo uno de los nobles búlgaros más capaces, Nestoritsa, para atacar hacia el sur y llamar la atención de Basilio lejos del sitio en Clidio. Los búlgaros de Nestoritsa llegaron a Tesalónica, pero las tropas bizantinas bajo Teofilacto Botaniates el estratego (gobernador-general) de la ciudad y su hijo Miguel lograron derrotarlos fuera de las murallas de la ciudad en una batalla sangrienta. Teofilacto capturó a muchos soldados y una gran cantidad de equipo militar y marchó hacia el norte para unirse a Basilio II en Clidio.
El primer intento de Basilio II para vencer a los defensores del paso no tuvo éxito y su ejército fue incapaz de pasar por el valle, que estaba defendida por 15 000 o 20 000 búlgaros. A pesar de las dificultades el emperador bizantino no abandono el ataque. Basilio ordenó a su general Nicéforo Xifias a llevar a sus tropas alrededor de la alta montaña de Belasitsa y rodear a los búlgaros, mientras continuaban los asaltos sobre el muro. Xifias condujo a sus tropas a lo largo de una empinada senda lo que le llevó a la retaguardia búlgara. El 29 de julio, Xifias atacó a los guardias, atrapándolos en el valle. Los soldados búlgaros abandonaron sus torres para enfrentar esta nueva amenaza y Basilio II fue capaz de romper la línea del frente y destruir el muro.
En la confusión de la derrota, miles de soldados búlgaros murieron y el resto intentó huir desesperadamente hacia el oeste. Samuel y su hijo Gabriel Radomir inmediatamente se dirigieron hacia el este desde su cuartel general en la fortaleza para ayudar a su ejército en Strumica, pero en la desesperada lucha cerca del pueblo de Mokrievo (actual Macedonia del Norte) se vieron superados por el enemigo que avanzaba rápidamente. Muchos soldados búlgaros murieron en Mokrievo y muchos otros fueron capturados. El propio emperador Samuel apenas escapó, sólo se libró a través de la valentía de su hijo, que montó a padre en su propio caballo y lo llevó a la seguridad en Prilep. De Prilep, Samuel regresó a Prespa mientras que Gabriel Radomir se dirigió hacia Strumica para continuar la lucha.

### Acontecimientos posteriores
Después de su victoria, Basilio II avanzó hacia Strumica, que fue la clave para posesionarse de todo el valle de Vardar. En su camino a la ciudad, los bizantinos tomaron la fortaleza de Macusio al este de su avance. El emperador bizantino también envió un ejército bajo Botaniates para rodear Strumica y destruir todas las murallas hacia el sur y claro el paso a Tesalónica. Con el resto de sus tropas, Basilio II puso bajo sitio a la ciudad misma. Los búlgaros permitieron que Botaniates destruyera las fortificaciones, pero este y su ejército fueron emboscados por incursores búlgaros en un estrecho valle, poco después haber completado su tarea. En la batalla Botaniates fue derrotado completamente y el comandante búlgaro Gabriel Radomir personalmente apuñaló a Botaniates con su lanza. Como consecuencia, Basilio II se vio obligado a abandonar el sitio de Strumitsa y se retiró. A su regreso, la elocuencia del cubiculario Sergio convenció a los defensores de Melnik a rendirse, otro duro golpe para los búlgaros en la ciudad que guardaban el camino principal a Sofía desde el sur.

### Los prisioneros
Escilitzes registró que Basilio derrotó completamente al ejército búlgaro y, según el relato de Juan Escilitzes de la batalla, tomó 15 000 prisioneros (14 000 según Catacalo Cecaumeno). Historiadores modernos sin embargo, como Vasil Zlatarski, afirman que estas cifras son exageradas. La traducción al búlgaro en el siglo XIV de la Crónica de Manasés numeran los prisioneros en 8000.
Basilio II dividió a los prisioneros en grupos de 100 hombres, y cegó a 99 en cada grupo, dejando solo a un hombre, con un ojo, para llevar al grupo a casa; esto se hizo en represalia por la muerte de Botaniates, que fue un general y asesor favorito de Basilio II, y también para aplastar la moral búlgara. Otra posible razón es que, ante los ojos de los bizantinos, los búlgaros se rebelaron contra su autoridad, y el cegamiento era el acostumbrado castigo impuesto a los rebeldes. Por esta acción, Basilio se ganó el apodo del Matador de búlgaros (en griego: Βουλγαροκτόνος). Samuel murió de un ataque cardíaco el 6 de octubre de 1014, al parecer luego de ver a sus soldados cegados.

## Consecuencias
La muerte de Botaniates y los cuatro años más de guerra que siguieron indicó que el éxito bizantino no estaba completo. Algunos historiadores modernos dudan que la derrota búlgara fue tan completa como han descrito por Escilitzes y Cecaumenos. Otros historiadores destacan que la muerte del emperador Samuel dos meses después fue mucho más fatídico para Bulgaria. Sus herederos Gabriel Radomir e Iván Vladislav fueron incapaces de resistir con eficacia los ataques de Basilio II, y Bulgaria fue derrotada completamente en 1018. En ese año el emperador Iván Vladislav fue asesinado en una batalla en Dirraquio, y Bulgaria se convirtió en una provincia del Imperio bizantino hasta la exitosa sublevación dirigida por los hermanos Asen en 1185.
Otras tesis en la historiografía cuestionan la importancia de la batalla. Como resultado de la batalla de Clidio, el ejército búlgaro sufrió fuertes bajas que no podían ser restauradas. La capacidad del gobierno central para controlar las provincias periféricas y el interior del Imperio era reducida y las acciones de los gobernantes locales y provinciales se hicieron más decisivas para el resultado de la guerra con Bizancio. Muchos de ellos se rindieron voluntariamente ante Basilio II.
La batalla también tuvo un impacto en los serbios y los croatas, que se vieron obligados a reconocer la supremacía del emperador bizantino después de 1018. Las fronteras del Imperio bizantino fueron restauradas en el Danubio por primera vez desde el siglo VII, lo que permitió a Bizancio controlar toda la península balcánica desde el Danubio hasta el Peloponeso y desde el mar Adriático hasta el mar Negro.